# Sébastien Levicq
Sébastien Levicq (né le 25 juin 1971 au Havre) est un athlète français, spécialiste des épreuves combinés et du saut à la perche. Après sa carrière d'athlète, il exerce en tant qu'entraîneur d'épreuves combinées.

## Carrière
Il réalise une performance de 8 524 points à Séville, le 25 août 1999, en terminant 4e des Championnats du monde. Il obtient d'excellents résultats au saut à la perche dont un 5,60 m à Bonneuil-sur-Marne en 1997.
Il entraîne, entre autres, pendant plusieurs années, la triple championne d'Europe de l'heptathlon, Antoinette Nana Djimou.

## Palmarès
| Année | Compétition                    | Lieu      | Résultat | Épreuve    | Performance |
| ----- | ------------------------------ | --------- | -------- | ---------- | ----------- |
| 1993  | Universiade                    | Buffalo   | 1er      | Décathlon  | 7 874 pts   |
| 1995  | Championnats du monde en salle | Barcelone | 8e       | Heptathlon | 5 870 pts   |
| 1995  | Championnats du monde          | Göteborg  | 9e       | Décathlon  | 8 136 pts   |
| 1997  | Championnats du monde en salle | Paris     | 7e       | Heptathlon | 5 865 pts   |
| 1999  | Championnats du monde          | Séville   | 4e       | Décathlon  | 8 524 pts   |

## Records

### Records personnels
| Épreuve          | Performance   | Lieu               | Date       |
| ---------------- | ------------- | ------------------ | ---------- |
| 100 mètres       | 11 s 05       | Séville            | 24/08/1999 |
| Longueur         | 7,52 m        | Séville            | 24/08/1999 |
| Poids            | 14,98 m       | Prague             | 03/07/1999 |
| Hauteur          | 2,04 m        | Valladolid         | 01/07/1995 |
| 400 mètres       | 50 s 13       | Séville            | 24/08/1999 |
| 110 mètres haies | 14 s 23       | Talence            | 15/09/1996 |
| Disque           | 47,96 m       | Götzis             | 29/05/1994 |
| Perche           | 5,60 m        | Bonneuil-sur-Marne | 18/05/1997 |
| Javelot          | 72,22 m       | Talence            | 11/09/1994 |
| 1500 mètres      | 4 min 23 s 74 | Buffalo            | 17/07/1993 |
| Décathlon        | 8 524 pts     | Séville            | 25/08/1999 |

| Épreuve         | Performance   | Lieu            | Date       |
| --------------- | ------------- | --------------- | ---------- |
| 60 mètres       | 7 s 17        | Bordeaux        | 26/02/1994 |
| Longueur        | 7,31 m        | Bordeaux        | 26/02/1994 |
| Poids           | 14,33 m       | Barcelone       | 11/03/1995 |
| Hauteur         | 1,98 m        | Bordeaux        | 14/02/1998 |
| 60 mètres haies | 8 s 09        | Nogent-sur-Oise | 25/02/1996 |
| Perche          | 5,45 m        | Stockholm       | 10/03/1996 |
| 1 000 mètres    | 2 min 44 s 07 | Barcelone       | 12/03/1995 |
| Heptathlon      | 5 886 pts     | Nogent-sur-Oise | 25/02/1996 |

## Œuvres caritatives
Sébastien Levicq est parrain membre d'honneur de l'Association européenne contre les leucodystrophies (ELA).